# Porsche Challenge
Porsche Challenge es un videojuego de carreras desarrollado por SCE Studios Soho y publicado por Sony Computer Entertainment lanzado para PlayStation. El jugador y los autos controlados por computadora en el juego consisten en Porsche Boxsters.

## Jugabilidad
Los jugadores deben elegir uno de los Porsche Boxsters al comienzo de cada carrera y correr por las pistas tratando de ganar. Cada coche tiene un conductor diferente y cada conductor tiene una personalidad diferente. Los conductores pueden comentar cómo conducen otros conductores y su relación con los otros conductores también puede afectar esto. Por lo general, dicen qué tan malos son los otros conductores y cómo ellos son mejores.
Hay tres tipos de carreras para cada pista:
- Clásica - El jugador corre al estilo arcade. Sin cambios en el entorno.
- Larga - Una carrera larga donde las barreras, los atajos y muchas otras características se van modificando a lo largo de la carrera; el jugador debe notar estos pequeños cambios para asegurar sus posibilidades de ganar carreras. Los cambios se realizan una vez en cada vuelta.
- Interactiva - Este tipo de carrera aleatoriza las pistas, cambiando físicamente la pista todo el tiempo. Mientras conduce, de repente la pista podría cambiar, lo que obligaría al jugador a recorrer el camino más largo.

El juego también cuenta con modos de práctica y contrarreloj.

## Desarrollo
El desarrollo de Porsche Challenge comenzó en 1995. El acuerdo de licencia con Porsche permitió a los diseñadores del juego trabajar con los empleados de Porsche para modelar con precisión la apariencia y el rendimiento del Boxster. Cada uno de los seis conductores fueron individualmente en captura de movimiento para crear sus propias animaciones distintivas.
Como es común en el género de carreras, "Porsche Challenge" se programó con una "IA de puesta al día", que hace que los coches controlados por IA conduzcan más rápido y con más habilidad cuando el coche de un jugador está delante de ellos que cuando están en el podio.

## Lanzamiento
Tras el lanzamiento del juego en Europa, según Next Generation "curiosamente languideció en el limbo durante meses hasta que SCEA decidió recogerlo para su lanzamiento en los Estados Unidos", y lo programó para agosto de 1997.

## Recepción
Porsche Challenge recibió una puntuación media del 73% en GameRankings, según un total de 12 opiniones. En agosto de 1998, el juego ganó un premio "Platino" de la Asociación de Software de Entretenimiento de Alemania (VUD), lo que indica ventas de al menos 100.000 unidades en Alemania, Austria y Suiza.
Aunque la mayoría de los críticos concluyeron que  Porsche Challenge  es un título competente que no llega a la grandeza, de lo contrario, las reacciones al juego variaron ampliamente ya veces se contradecían entre sí. Por ejemplo, mientras que Next Generation, Game Revolution y Dean Hager de Electronic Gaming Monthly elogiaron el manejo como indistinguible de conducir un Porsche Boxster real, GamePro, Glenn Rubenstein de GameSpot, y el co-revisor de Hager, Kraig Kujawa, afirmaron que el realismo del manejo hace que las carreras sean frustrantes y menos agradables. Donde Hager encontró a los personajes "tontos" y opinó que deberían haber sido eliminados, y GamePro dijo que la selección de personajes no tiene impacto en el juego, Next Generation, una de las pocas publicaciones que da una recomendación positiva al Porsche Challenge, afirmó que "la presencia de seis conductores diferentes, cada uno con un estilo de conducción único, soluciona el problema de tener solo uno tipo de auto."
Kujawa descubrió que lo que queda corto de "Porsche Challenge" es que carece de la emoción de los títulos de carreras de primera línea. Rubenstein, además de criticar los gráficos poco realistas y el débil sentido de la velocidad, consideró que el juego simplemente no logra distinguirse entre el exceso de juegos de carreras que llegan al mercado, dejando a los jugadores "igualmente adinerados esperando que llegue el próximo juego de conducción al mercado, que probablemente será en uno o dos días". Aunque afirma que el juego tiene efectos de sonido sobresalientes y "algunos de los gráficos más realistas que hemos visto",  Game Revolution  también mencionó la falta de emoción y agregó que la pequeña pantalla de RPM evita que el juego tenga impacto. GamePro consideró que el juego necesitaba más pistas para tener un verdadero "poder de permanencia", aunque la mayoría de los críticos encontraron que las variaciones en las pistas que se abren durante el juego le dan al juego mucha longevidad.